# Pablo Bardauil
Pablo Bardauil   (Buenos Aires, 23 de desembre de 1963) és un actor, director de cinema, guionista i escriptor argentí.
Neix a Buenos Aires i va treballar en el cinema de l'Argentina. El seu debut com a director Chile 672, a guanyar premis per a Millors Pel·lícules del Cinema Ceará (Brasil) i el Trieste Festival de Cinema llatinoamericà (Itàlia).

## Filmografia
Actor
- Perdido por perdido (1993)
- El censor (1995) o Los ojos de las tijeras
- Notas de tango (2001)
- El fuego y el soñador (2005)
- Chile 672 (2006)
- Las mantenidas sin sueños (2007)

Director i guionista
- Chile 672 (2006)
- La vida después (2015)[4]